# هانس ویلهلم
هانس ویلهلم (به انگلیسی: Hans Wilhelm) متولد ۲۱ سپتامبر ۱۹۴۵ ‏(۷۹ سال)، یک نویسنده آلمانی-آمریکایی، مؤلف کتاب کودکان، و تصویرساز، و هنرمند ۲۱ سپتامبر ۱۹۴۵ ‏(۷۹ سال) است. هانس ویلهلم بیش از ۲۰۰ کتاب را نگاشته یا تصویرسازی کرده، که بیشتر آنها برای کودکان می‌باشد. این کتابها به بیش از سی زبان ترجمه شده و جوایز بین‌المللی متعددی کسب نموده‌است. بسیاری از این آثار تبدیل به سریالهای انیمیشنی تلویزیونی شده. هم‌اکنون بیش از چهل و دو میلیون نسخه کتاب از هانس ویلهلم زیر چاپ است. بعضی از معروفترین کتابهای او شامل «همیشه دوستت خواهم داشت»، «دردسر بچه خرگوش»، سریِ «تیرون وحشتناک»، سریِ «والدو»، و کتابهای «نودِل» است.
ویلهلم متولد شهر برمن آلمان است، و همان‌جا رشد کرده. پس از تحصیل در زمینه هنر و کسب‌وکار، برای ۱۲ سال به آفریقای جنوبی نقل مکان نمود، و در آنجا به کار و نقاشی پرداخت و عضو فعال یک گروه تئاتر طنز بود. حرفه نویسندگی او وقتی آغاز شد که سفری دو ساله را به دور دنیا آغاز کرد و در بالی، اسپانیا، انگلستان و بسیاری نقاط دیگر زندگی کرد.
او همچنین مجری سری برنامه‌های ویدئویی «زندگی مشروح» است، که هدفش توضیح تعدادی پدیده‌های روحانی از نقطه نظر شخصی اوست.

## کتابهای هانس ویلهلم (گلچین شده)
- همیشه دوستت خواهم داشت
- کتاب خانواده تراپ (همچنین سریال تلویزیونی)
- دردسر بچه خرگوش (سریال)
- تیرون وحشتناک (سریال)
- والدو (کتاب و سریال تلویزیونی)
- بیدار شو، خورشید (نوشته دیوید ل. هریسون)
- خدا چه می‌کند؟
- نوازندگان شهر برمن
- دینوفور (سریال) نوشته استیو متزگر
- سری کتابهای نودل
- کتاب شجاعت

و ۲۰۰ کتاب دیگر.